# Not Like the Movies
"Not Like the Movies" je piano balada američke pjevačice Katy Perry. Objavljena je 3. kolovoza 2010. kao prvi od tri promotivna singla za njen treći studijski album Teenage Dream. Pjesmu je uz Katy Perry napisao i Greg Wells, koji je ujedno producent pjesme. Singl je dospio do 53. pozicije u SAD-u te do 41. pozicije u Kanadi.

## Popis pjesama
Digitalni download
1. "Not Like the Movies" – 4:01

## Uspjeh na top listama
Singl je ubrzo nakon izlaska dospio u top 10 američkog iTunes Music Storea. Singl je u prvome tjednu prodaje u SAD-u dospio do 22. pozicije na američkoj top listi digitalnih downloada, Digital Songs te na 53. poziciji službene američke top liste Billboard Hot 100. Singl je istoga tjedna debitirao na 41. poziciji službene kanadske top liste singlova Canadian Hot 100. Singl je u drugome tjednu ispao iz top lista.

## Top liste
| Top liste (2010.)       | Najviša pozicija |
| ----------------------- | ---------------- |
| Kanada                  | 41               |
| SAD (Billboard Hot 100) | 53               |
| SAD (Digital Songs)     | 22               |

## Povijest objavljivanja
| Država | Datum             | Format             |
| ------ | ----------------- | ------------------ |
| Kanada | 3. kolovoza 2010. | digitalni download |
| SAD    | 3. kolovoza 2010. | digitalni download |

## Vanjske poveznice
- Video s tekstom pjesme na YouTube-u